# Highlights from The Main Event
Highlights from The Main Event — концертный альбом австралийских исполнителей Джона Фарнема, Оливии Ньютон-Джон и Энтони Уорлоу, выпущенный 3 декабря 1998 года на лейбле BMG Australia Limited. В альбоме представлены песни, записанные исполнителями во время совместного австралийского турне The Main Event, а конкретно 1 ноября 1998 года в Мельбурн-Парке. Альбом занял первое место в хит-параде, а также получил пять платиновых сертификаций в Австралии.

## Список композиций
| №                   | Название                            | Автор(ы)                                                   | Исполнитель                                    | Длительность |
| ------------------- | ----------------------------------- | ---------------------------------------------------------- | ---------------------------------------------- | ------------ |
| 1.                  | «Overture»                          |                                                            | Джон Фарнем, Оливия Ньютон-Джон, Энтони Уорлоу | 0:32         |
| 2.                  | «Age Of Reason»                     | Тодд Хантер, Джоанна Пиготт                                | Джон Фарнем, Оливия Ньютон-Джон, Энтони Уорлоу | 1:25         |
| 3.                  | «Phantom Of The Opera»              | Эндрю Ллойд Уэббер, Ричард Стилгоу, Чарльз Харт, Майк Батт | Джон Фарнем, Оливия Ньютон-Джон, Энтони Уорлоу | 1:44         |
| 4.                  | «A Little More Love»                | Джон Фаррар                                                | Джон Фарнем, Оливия Ньютон-Джон, Энтони Уорлоу | 0:56         |
| 5.                  | «Age Of Reason»                     | Тодд Хантер, Джоанна Пиготт                                | Джон Фарнем, Оливия Ньютон-Джон, Энтони Уорлоу | 1:57         |
| 6.                  | «This Is The Moment»                | Лесли Брикусс, Фрэнк Уайлдхорн                             | Энтони Уорлоу                                  | 3:19         |
| 7.                  | «Hopelessly Devoted To You»         | Джон Фаррар                                                | Оливия Ньютон-Джон                             | 3:05         |
| 8.                  | «Every Time You Cry»                | Шелли Пейкен, Грег Саттон                                  | Джон Фарнем                                    | 4:36         |
| 9.                  | «Please Don’t Ask Me»               | Грэм Гобл                                                  | Джон Фарнем, Оливия Ньютон-Джон                | 3:36         |
| 10.                 | «You’re The One That I Want»        | Джон Фаррар                                                | Джон Фарнем, Оливия Ньютон-Джон                | 3:17         |
| 11.                 | «The Long And Winding Road»         | Джон Леннон, Пол Маккартни                                 | Оливия Ньютон-Джон, Энтони Уорлоу              | 2:57         |
| 12.                 | «Take Me Home Country Roads»        | Билл Данофф, Мэри Данофф, Джон Денвер, Тэффи Ниверт        | Оливия Ньютон-Джон, Энтони Уорлоу              | 0:58         |
| 13.                 | «I Honestly Love You»               | Питер Аллен, Джефф Барри                                   | Оливия Ньютон-Джон, Энтони Уорлоу              | 3:51         |
| 14.                 | «Love Is A Gift»                    | Оливия Ньютон-Джон, Эрл Роуз, Виктория Шоу                 | Оливия Ньютон-Джон, Энтони Уорлоу              | 4:20         |
| 15.                 | «That’s Life / Bad Habits»          | Билли Филд, Келли Гордон, Дин Кей, Томас Прайс             | Джон Фарнем, Энтони Уорлоу                     | 3:01         |
| 16.                 | «Granada»                           | Дороти Додд, Агустин Лара                                  | Джон Фарнем, Энтони Уорлоу                     | 4:23         |
| 17.                 | «You’ve Lost That Lovin’ Feelin’»   | Барри Манн, Фил Спектор, Синтия Вайль                      | Джон Фарнем, Оливия Ньютон-Джон, Энтони Уорлоу | 3:19         |
| 18.                 | «Summer Nights»                     | Уоррен Кейси, Джим Джейкобс                                | Джон Фарнем, Оливия Ньютон-Джон, Энтони Уорлоу | 0:33         |
| 19.                 | «If Not For You»                    | Боб Дилан                                                  | Джон Фарнем, Оливия Ньютон-Джон, Энтони Уорлоу | 0:58         |
| 20.                 | «Let Me Be There»                   | Джон Ростилл                                               | Джон Фарнем, Оливия Ньютон-Джон, Энтони Уорлоу | 1:00         |
| 21.                 | «Raindrops Keep Falling On My Head» | Берт Бакарак, Хэл Дэвид                                    | Джон Фарнем, Оливия Ньютон-Джон, Энтони Уорлоу | 1:41         |
| 22.                 | «Jolene»                            | Долли Партон                                               | Джон Фарнем, Оливия Ньютон-Джон, Энтони Уорлоу | 1:32         |
| 23.                 | «Hearts On Fire»                    | Том Киммел, Стэн Линч                                      | Джон Фарнем, Оливия Ньютон-Джон, Энтони Уорлоу | 1:57         |
| 24.                 | «Don’t You Know It’s Magic»         | Брайан Кэдд                                                | Джон Фарнем, Оливия Ньютон-Джон, Энтони Уорлоу | 2:47         |
| 25.                 | «You’re The Voice»                  | Крис Томпсон, Мэгги Райдер, Энди Кунта, Кит Рид            | Джон Фарнем, Оливия Ньютон-Джон, Энтони Уорлоу | 5:08         |
| Общая длительность: | Общая длительность:                 | Общая длительность:                                        | Общая длительность:                            | 1:02:35      |

| №   | Название                  | Автор(ы)                   | Исполнитель                       | Длительность |
| --- | ------------------------- | -------------------------- | --------------------------------- | ------------ |
| 26. | «Two Strong Hearts»       |                            | Джон Фарнем, Оливия Ньютон-Джон   | 3:22         |
| 27. | «Not Gonna Give In To It» | Энди Хилл, Брюс Вулли      | Оливия Ньютон-Джон, Энтони Уорлоу | 2:16         |
| 28. | «Help!»                   | Джон Леннон, Пол Маккартни | Джон Фарнем, Энтони Уорлоу        | 4:44         |

## Чарты
| Чарт (1998-99)   | Высшая позиция |
| ---------------- | -------------- |
| Австралия (ARIA) | 1              |

| Чарт (1998)      | Позиция |
| ---------------- | ------- |
| Австралия (ARIA) | 8       |

## Сертификации и продажи
| Регион                                                      | Сертификация  | Продажи  |
| ----------------------------------------------------------- | ------------- | -------- |
| Австралия (ARIA)                                            | 5× Платиновый | 350 000^ |
| ^ Данные о тиражах приведены только на основе сертификации. |               |          |